# Hélène Rousseaux
Hélène Rousseaux (Jette, 29 september 1991) is een Belgische volleybalster. Ze speelt als receptie-hoekaanvalster.

## Levensloop
Hélène Rousseaux speelde sinds de start van haar carrière in 2008 bij het Belgische VBT Vilvoorde, twee jaar bij het Zwitserse VBC Volero Zürich, telkens een seizoen bij de Poolse clubs Budowlani Łódź en Muszynianka Muszyna. In 2013 ging ze naar de Italiaanse competitie waar ze twee seizoenen speelde voor LJ Volley Modena om vervolgens te verhuizen naar AGIL Volley. In 2016 begon ze het nieuwe seizoen bij de Turkse ploeg Beşiktaş İstanbul.
Ze maakt ook deel uit van de Belgische nationale volleybalploeg. Hiermee won ze in 2013 een bronzen medaille op het Europees kampioenschap volleybal vrouwen 2013. Op de Europese Spelen 2015 in Bakoe eindigde ze met de nationale ploeg op de vijfde plaats.
Haar partner Arno Van de Velde, ouders (Émile Rousseaux en Karin Wallyn) en broers Tomas en Gilles zijn eveneens actief in het volleybal.